# 湯姆·馬斯特尼
湯瑪斯‧雷蒙‧「湯姆」‧馬斯特尼（Thomas Raymond "Tom" Mastny、1981年2月4日—）是美國職棒大聯盟克里夫蘭印地安人隊的一位右手後援投手。他在2006年7月25日首次為印地安人登板。身高6呎6吋，體重220磅的馬斯特尼，是大聯盟歷史上第一位出生於印尼的選手（婆羅洲島上的東邦坦(East Bontang, Borneo)），儘管他是在印地安納州錫恩維爾(Zionsville Indiana)長大的，並且就讀於錫恩維爾高中。
外號叫做「刁鑽先生」(Mr. Nasty)的馬斯特尼，隨後加入了福爾曼大學(Furman University)的棒球校隊，在那兒主要擔任先發投手。他在2003年獲選為南方聯盟(Southern Conference)年度最佳投手，但並未被視為頂級新秀。同年，多倫多藍鳥在業餘選秀第11輪選中了他，他也從短期1A紐約─賓州聯盟的奧本達博岱隊(Auburn Doubledays)踏上職棒之路。
2004年，他在1A級的查爾斯頓野貓隊(Charleston Alley Cats)打滿一整季；球季結束後，他被送到克里夫蘭印地安人隊，以完成先前從印地安人隊換取內野手約翰‧麥克唐納(John McDonald)的交易。
2005年，他從1A金斯頓印地安人隊(Kinston Indians)的先發輪值圈展開球季，但很快就轉任後援。球季後半，他被升上2A的艾克隆航空隊，2006年球季也是從2A開始，直到升上3A水牛城野牛隊的牛棚為止。
儘管由於年紀不小（此時已25歲）而仍未被看作潛力新秀，馬斯特尼的職棒生涯卻從那年夏天開始扶搖直上；因為戰績意外不振的印地安人隊開始重整破爛的牛棚，而在終結者巴伯‧威克曼(Bob Wickman)也被換走之後，他們尤其需要人手。於是，這位在艾克隆和水牛城幾乎都擔任短中繼(middle relief)，小聯盟生涯只有三次救援成功的菜鳥投手，幾乎不費吹灰之力就得到了終結者的位置，並且在8月19日以兩局無失分的表現，從坦帕灣魔鬼魚手上取得大聯盟生涯第一次救援成功。就在這一天，總教練艾瑞克‧魏吉宣布馬斯特尼將是球季剩餘場次的終結者人選之一。
2007年美聯冠軍戰第二場的勝投，更使馬斯特尼一戰成名。他在十局下半上場，面對紅襪隊的中心打者群，結果連續讓大衛‧歐提茲(David Ortiz)、曼尼‧拉米瑞茲(Manny Ramirez)、麥克‧洛爾(Mike Lowell)三上三下。印地安人隊則在十一局上半鯨吞七分，讓馬斯特尼得以獲勝。
在費城每日新聞(Philadelphia Daily News)的保羅‧哈根(Paul Hagen)2006年8月11日的錯誤報導之後，馬斯特尼的出生地一度引發混淆。他說：「經查證，（克里夫蘭印地安人的）媒體導覽手冊將出生於印地安納州的後援投手湯姆‧馬斯特尼寫成了印尼出生。」哈根的引文是一篇新聞摘要的一小段，但這篇摘要同時發表在好幾個新聞網站上，隨後又被其他記者和部落客引述。就在同一個週末，又有報導指出，美國棒球研究會(Society for American Baseball Research)的成員已經聯繫上馬斯特尼的父親，並且確認了儘管這一家人來自印地安納州，但馬斯特尼的確是在印尼婆羅洲出生的。
這位相對而言少為人知的選手，其傳記瑣事之所以受到仔細追查，部分是來自於它的歷史意義；ESPN「球探圈」(Scouts Inc.)的記者凱斯‧洛(Keith Law)在2006年7月9日ESPN內幕消息的專欄提到，馬斯特尼是印尼出生而能登上大聯盟的第一人。
「克里夫蘭農場的產品湯姆‧馬斯特尼來自印尼。」洛寫道：「儘管他的父母親都是有志於環遊世界的美國人。6呎5吋的馬斯特尼只有毫不起眼的快速球，但控球極其出色，球季至今在2A艾克隆和3A水牛城的傑出表現，則使他可望成為首位出生於印尼的大聯盟選手，也讓印尼成為全世界第52個產生大聯盟球員的國家。」
馬斯特尼的父親（也叫做湯姆）在一家名為哈弗可(Huffco.)的小公司任職，該公司的老闆是時事評論家雅莉安娜‧哈芬頓(Ariana Huffington)的前夫。他在1980年調往位於婆羅洲東岸，印尼東加里曼丹省的邦坦（而非東邦坦）任職。當時，邦坦是該公司的一處基地，是位於赤道以北六英哩、叢林邊緣的一處西方人領土。馬斯特尼在隔年2月誕生於設備齊全的公司醫院裡，由一位英國醫師和訓練良好的印尼護士接生。到了下半年，這家人就搬回美國了。

## 外部連結
- 湯姆·馬斯特尼在美國職棒（英语）
- 湯姆·馬斯特尼在日本職棒（英语）
- 湯姆·馬斯特尼在Baseball-Reference.com（大聯盟）（英语）
- 湯姆·馬斯特尼在Baseball-Reference.com（小聯盟以及海外聯盟）（英语）
- 湯姆·馬斯特尼在ESPN（MLB）（英语）
- 湯姆·馬斯特尼在The Baseball Cube（英语）